# Bürgermeisterei Hennef

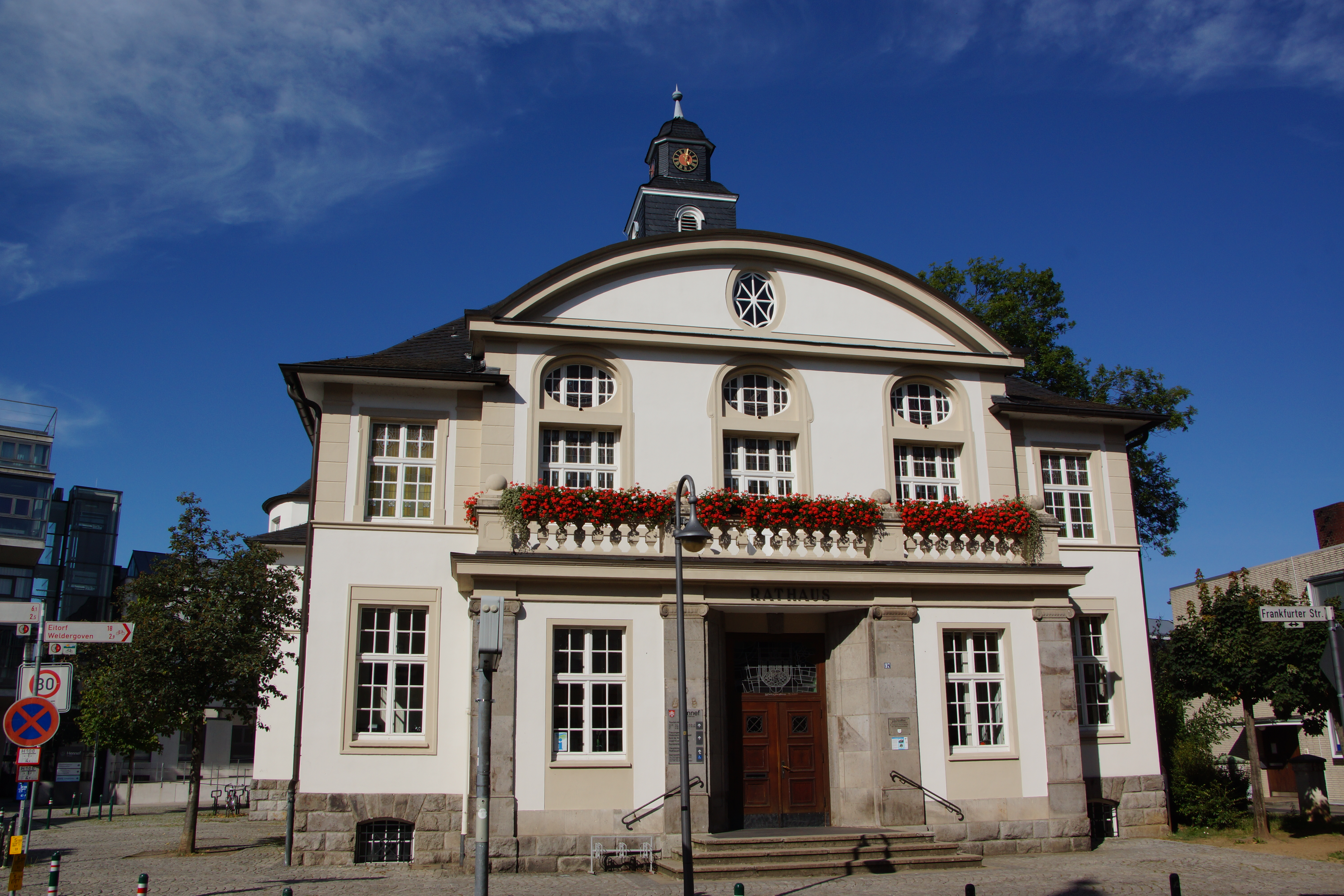
Altes Rathaus, Amtssitz der Bürgermeisterei Hennef

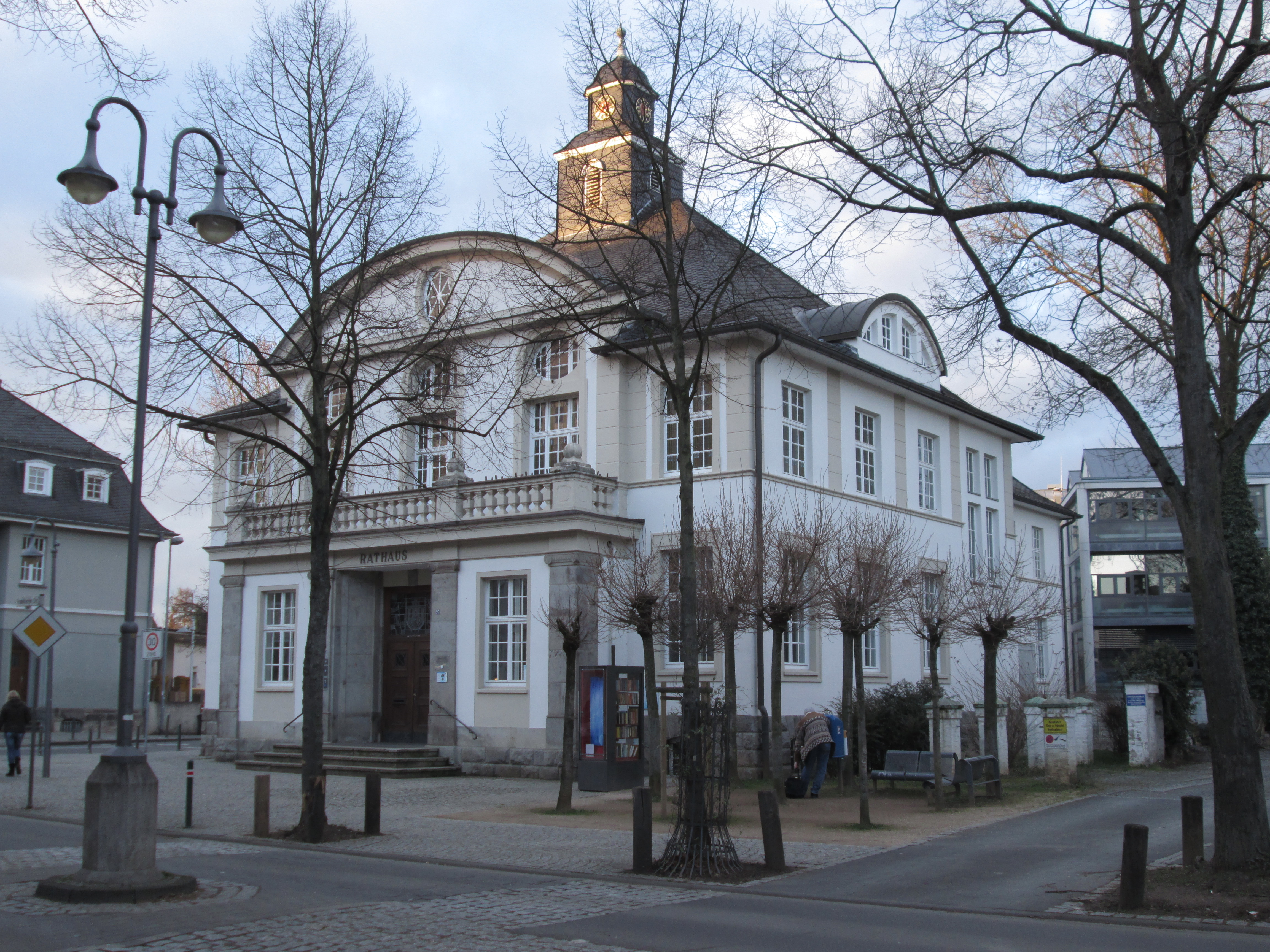
Altes Rathaus, Amtssitz der Bürgermeisterei Hennef

Die Bürgermeisterei Hennef war eine von acht preußischen Bürgermeistereien, in die sich der 1816 gebildete Kreis Uckerath im Regierungsbezirk Köln verwaltungsmäßig gliederte. 1820 kam die Bürgermeisterei Hennef zum Kreis Siegburg und 1822 zur damals neu gebildeten Rheinprovinz. Der Verwaltung der Bürgermeisterei unterstanden zunächst fünf, nach einer Gemeindereform vor 1865 zwei Gemeinden (Blankenberg und Geistingen).
1927 wurde die Bürgermeisterei Hennef in Amt Hennef umbenannt. 1934 wurde das Amt Hennef aufgelöst und aus den beiden Gemeinden die neue Gemeinde Hennef gebildet.

## Gemeinden und zugehörige Ortschaften
Zur Bürgermeisterei gehörten folgende Gemeinden und Ortschaften (Stand 1888; heutige Schreibweise):
- Gemeinde Blankenberg mit den dazugehörenden Ortschaften Attenberg, Auel, Berg, Hof, Neuenhof, Stein
- Gemeinde Geistingen mit den dazugehörenden Ortschaften Attenbach, Blankenbach, Broichhausen, Dambroich, Dondorf, Dürresbach, Edgoven, Felderhausen, Geisbach, Gertrudenhof, Grube Gottessegen, Grube Silistria, Grube Ziethen, Greuelsiefen, Helenenhof, Haus Oelgarten, Hennef, Hermesmühle, Hofen, Hommerich, Hossenberg, Käsberg, Kurenbach, Kurscheid, Lanzenbach, Liesberg, Michelshohn, Niederkümpel, Oberbuchholz, Oberkümpel, Petershohn, Quadenhof, Rott, Scheurenmühle, Söven, Steimelshof, Stöcken, Stoßdorf, Striefen, Warth, Weingartsgasse, Weldergoven, Westerhausen, Wiederschall, Wingeshof, Wippenhohn, Zissendorf

## Geschichte
Das Verwaltungsgebiet der Bürgermeisterei Hennef war bis zum Beginn des 19. Jahrhunderts Teil des Amtes Blankenberg im Herzogtum Berg, das 1806 im Zusammenhang mit der Bildung des Rheinbundes im Großherzogtum Berg aufging. Im Jahre 1808 wurde durch die französische Verwaltung unter Napoléon Bonaparte die Mairie Hennef gebildet. Die Mairie gehörte zum Kanton Hennef, Arrondissement Mülheim, Département Rhein im Großherzogtum Berg.
Aufgrund der Beschlüsse auf dem Wiener Kongress wurde 1815 das Rheinland dem Königreich Preußen zugeordnet. Unter der preußischen Verwaltung wurden 1816 Regierungsbezirke, Kreise und Bürgermeistereien sowie zugehörige Gemeinden gebildet. Die Bürgermeisterei Hennef gehörte zunächst zum Kreis Uckerath im Regierungsbezirk Cöln. 1820 wurde der Kreis Uckerath aufgelöst und dem Kreis Siegburg (ab 1825 Siegkreis) zugeführt. 1822 kam der Kreis Siegburg und damit die Bürgermeisterei Hennef zur damals neu gebildeten Rheinprovinz.  Mit Erlass einer Gemeindeordnung für die Rheinprovinz kam es 1845 zur rechtlichen Anerkennung der durch die Bürgermeisterei verwalteten Gemeinden als Gebietskörperschaften mit eigenem Vorsteher und Gemeinderat.
Nach dem Ersten Weltkrieg wurde die Bürgermeisterei von alliierten Soldaten besetzt. Diese blieben bis zum 29. Januar 1926.
So wie alle Bürgermeistereien in der Rheinprovinz wurde die Bürgermeisterei Hennef 1927 in „Amt Hennef“ umbenannt. Zum 1. April 1934 wurde das Amt Hennef aufgelöst, die beiden zugehörenden Gemeinden Blankenberg und Geistingen zur amtsfreien Gemeinde Hennef zusammengefasst.

## Statistiken
Nach der „Topographisch-Statistischen Beschreibung der Königlich Preußischen Rheinprovinz“ aus dem Jahr 1830 gehörten zur Bürgermeisterei Hennef eine Stadt, fünf Dörfer, 26 Weiler, 12 einzeln stehende Höfe und acht Mühlen. Der Bevölkerung standen sechs Kirchen und Kapellen zur Verfügung, weiterhin gab es sieben öffentliche Gebäude und 747 Wohnhäuser. Im Jahr 1816 wurden in den beiden Gemeinden insgesamt 3.994 Einwohner gezählt, 1828 waren es 4.624 Einwohner darunter 2.329 männliche und 2.295 weibliche; 4.536 Einwohner gehörten dem katholischen, 14 dem evangelischen und 74 dem jüdischen Glauben an.
Weitere Details entstammen dem „Gemeindelexikon für das Königreich Preußen“ aus dem Jahr 1888, das auf den Ergebnissen der Volkszählung vom 1. Dezember 1885 basiert. Im Verwaltungsgebiet der Bürgermeisterei Hennef lebten insgesamt 5.447 Einwohner in 1.121 Häusern und 55 Ortschaften; 2.746 der Einwohner waren männlich und 2.701 weiblich. Bezüglich der Religionszugehörigkeit waren 5.223 katholisch und 144 evangelisch; Von den 80 jüdischen Einwohnern lebten 75 in Geistingen und bildeten dort eine jüdische Gemeinde.
1885 betrug die Gesamtfläche der beiden zur Bürgermeisterei gehörigen Gemeinden 4.363 Hektar, davon waren 2.979 Hektar Ackerland, 247 Hektar Wiesen und 694 Hektar Wald.